# Гусман де Харос, Диего
Диего Гусман де Харос (исп. Diego Guzmán de Haros; 1566, Оканья, королевство Кастилия и Леон — 21 января 1631, Анкона, Папская область) — испанский кардинал. Патриарх Западной Индии c 14 марта 1616 по 15 сентября 1625. Титулярный архиепископ Тира с 18 апреля 1616 по 15 сентября 1625. Архиепископ Севильи с 15 сентября 1625 по 21 января 1631. Кардинал in pectore с 19 ноября 1620 по 15 июля 1630. Кардинал-священник с 15 июля 1630 по 21 января 1631.